# مونینگ
مونینگ، سرین‌نمایی یا باسن‌نمایی (به انگلیسی: Mooning)، به عملِ نمایشِ نشیمنگاه برهنه به دیگران یا در انظار عمومی گفته می‌شود. این عمل معمولاً با خم‌شدن همراه است و فرد ضمن درآوردن شلوار و لباسِ زیر، نشیمنگاه‌اش را به دیگران نشان می‌دهد.
در کشورهای انگلیسی‌زبان، عملِ مونینگ کاربردهای نظیرِ نشان‌دادنِ اعتراض، تحقیر، بی‌احترامی یا تحریک و برانگیختگی دارد. این عمل همچنین برای ایجاد شوک اجتماعی، تفریح یا نوعی از بدن‌نمایی هم انجام می‌شود.

## تاریخچه عنوان

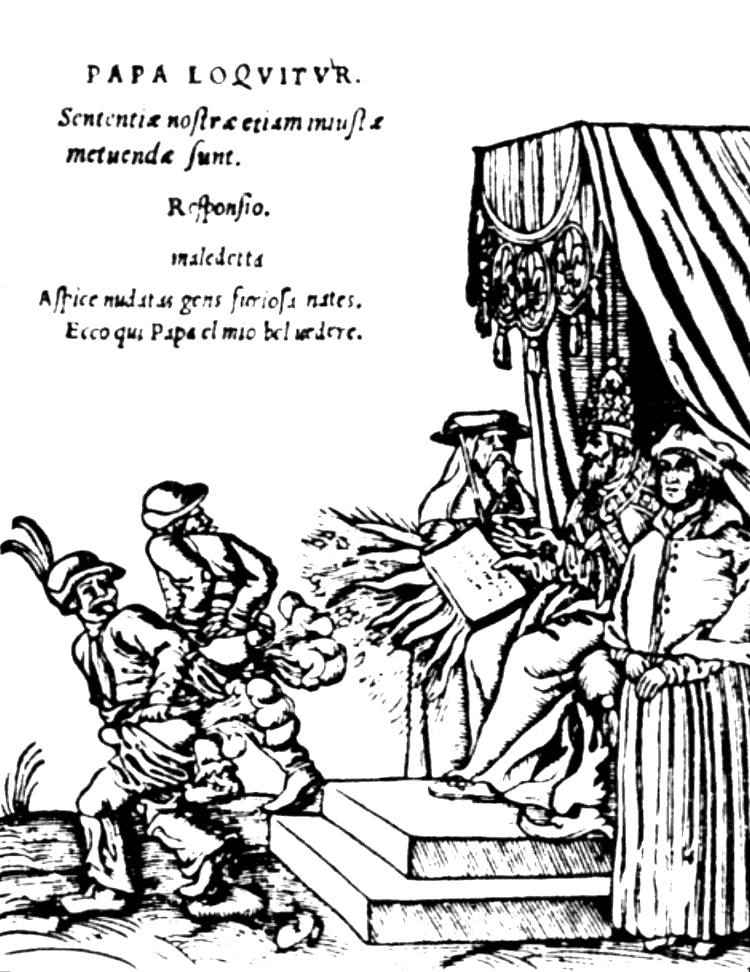
«دیدگاه منصفانه در حضور پاپ» اثر لوکاس کراناخ پدر در نسخهٔ منتشرشدهٔ ۱۵۴۵ از رسالهٔ «تصویری از یک پاپ» به قلم مارتین لوتر: دهقانان آلمانی به لایحه پاپ پائولوس سوم واکنش نشان می‌دهند. در توضیح این عکس آمده‌است: «پاپ می‌گوید: حرف‌های ما باید هراس‌انگیز باشد، حتی اگر ناعادلانه باشند. پاسخ: لعنت بر تو! بنگر - ای تبار دژم و خشن - باسن برهنه ما را. [ای] پاپ این «دیدگاه منصفانه» من است.»

در زبان انگلیسی «مون» (ماه) از سال ۱۷۴۳ استعاره‌ی رایج برای نشیمنگاه بوده‌است و فعل «to moon» از سال ۱۶۰۱ به معنای «در معرض نور (ماه) قرار دادن» است.  مورخ کانادایی اَنگِس مک‌لارن در پژوهش‌هایش مستنداتی ارائه نموده که «مونینگ یا نشان دادنِ باسن جهت تحقیر دشمن… در فرهنگ دهقانان در قرون وسطی و در بسیاری از کشورها سابقه‌ای طولانی داشته‌است.» واژهٔ «مونینگ» در معانی «پرسه‌زدن بیهوده» و «غصه خوردن عاشقانه» نیز به‌کار رفته‌است.

## در کشورها و فرهنگ‌های گوناگون
در برخی حوزه‌های قضایی و قانونی، این عمل نوعی نمایشِ ناپسند و مجرمانهٔ بدن محسوب می‌شود. به‌عنوان مثال در ایالت ویکتوریا در استرالیا، مونینگ جرم محسوب شده و مشمول مجازات است.
در ژانویه ۲۰۰۶، یک دادگاه ایالتی در مریلند تشخیص داد که مونینگ نوعی بیان هنری است و بنابراین توسط متمم اول قانون اساسی ایالات متحده آمریکا به عنوان آزادی «بیان» محافظت می‌شود. دادگاه حکم داد که برهنگی ناپسند در انظار عمومی تنها مربوط به نمایش عمومی اندام تناسلی است و افزود اگرچه مونینگ یک عمل «منزجرکننده» و «تحقیرآمیز» است و [در مورد شکایت مورد بحث] در حضور یک خردسال صورت گرفته بود، اما «اگر بیرون بودن نیمی از نشمینگاه در مکان عمومی نامناسب است، در این صورت هر زنی که در ساحل اووشن سیتی، مریلند شورت بندی می‌پوشد، باید مجرم تلقی شود.»
دادگاه استیناف ایالت کالیفرنیا در دسامبر ۲۰۰۰ حکم داد که مونینگ به منزله برهنگی ناپسند در انظار عمومی نیست (و بنابراین فرد مرتکب‌شونده را مشمول قوانین ثبت نام مجرمان جنسی نمی‌کند)، مگر اینکه با دلیل قطعی و غیرقابل تردید ثابت شود که این رفتار دارای انگیزه جنسی بوده‌است.
قوم مائوری نوعی از مونینگ دارد که به آن «واکاپوهان» گفته می‌شود و برای توهین به‌کار می‌رود. واکاپوهان نمادی از عمل زایمان است و فردی را که به‌سویش واکاپوهان شده، فرومایه/حرام‌زاده جلوه می‌دهد.

## نمونه‌هایی از رخداد‌های مرتبط به مونینگ

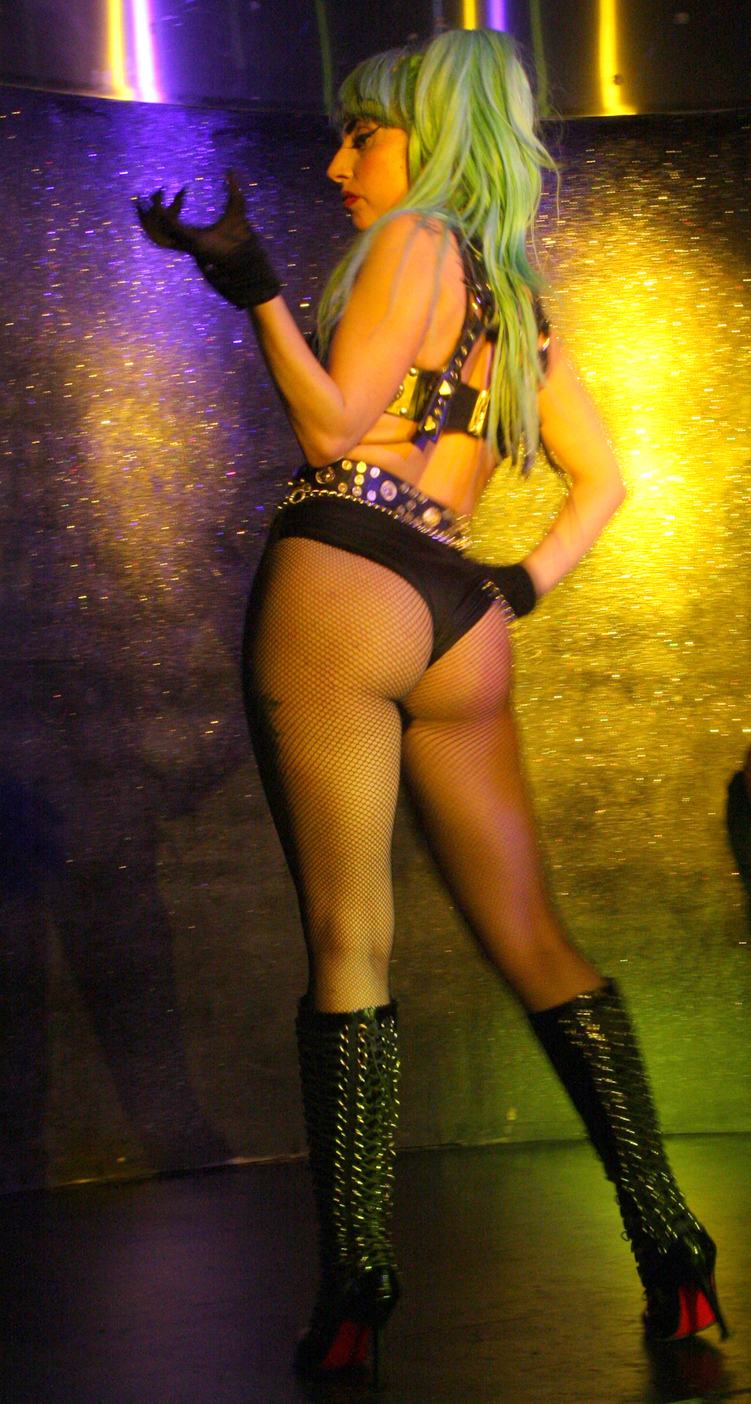
لیدی گاگا هنگام اجرای اینگونه زاده شده‌ام در سیدنی، استرالیا

- در سال ۸۰ پس از میلاد، تاریخ‌نگار یهودی –رومی یوسف فلاوی رخدادی از مونینگ را ثبت کرد که طی آن در زمان سرپرستی و والی‌گری ونتیدیوس کومانوس (۴۸–۵۲ پس از میلاد)، حوالی آغاز نخستین جنگ یهود-روم، سربازی در ارتش روم، نشیمنگاهش را رو به زائران یهودی معبد دوم اورشلیم که برای عید پسح گردآمده بودند، برهنه نمود و «آنچنان کلماتی را به زبان آورد که [اصولاً] در چنین حالتی انتظارش می‌رود». این کار باعث شورش جماعت شد و جوانان به سمت سربازان سنگ پرتاب کردند و سپس نیروهای کمکی فراخوانده شدند - زائران وحشت کردند و ازدحام جمعیت منجر به کشته شدن ۱۰ هزار یهودی شد.[۱۱][۱۲]
- در جریان غارت قسطنطنیه در سال ۱۲۰۴، یونانی‌ها باسن برهنه خود را پس از عقب راندن نیروهای صلیبیون از دیوارهای شهر، در معرض دید آنان قرار دادند.[۱۳][۱۴]
- در محاصره نیس در تابستان ۱۵۴۳، کاترین سگوران که یک زن رخت‌شوی عامی بود، رهبری مردم شهر را برای نبرد با مهاجمان به عهده گرفت. افسانه‌ها حاکی از آن است که او در برابر نیروهای مهاجم «بخشی گوشتی» از آناتومی خود را آشکار می‌کرد و [نشیمنگاه] خود را با پرچم دشمن پاک می‌کرد. این حرکت تحریک‌آمیز، به ویژه برای مسلمانان، در نهایت مهاجمان را فراری می‌داد.[۱۵]
- در جریان پیمان ساراگوسا در سال ۱۵۲۴، جایی که پرتغال و اسپانیا در مورد محل قرارگیری نصف‌النهار و تعیین و تقسیم نیمکره‌های زمین بین خودشان بحث کردند، یک روز پسر جوانی از یکی از نمایندگان پرسید که آیا می‌خواهند جهان را تقسیم کنند؟ پاسخ دادند که چنین است. سپس پسر با برهنه کردن نشیمنگاه خود به آنان پیشنهاد کرد که خط نصف‌النهار را از شکاف باسنش بکشند.[۱۶][۱۷][۱۸]
- تعدادی از کاوشگران اولیه خط ساحلی اقیانوس اطلس در ایالات متحده آمریکا، مشاهده نمودند که قبیله اِچمین در ایالت مین چنین عملی را انجام می‌دهند.[۱۹]
- از سال ۱۹۷۹، «مونینگ سالانه امترک» مبدل به یک سنت سالانه در لاگونا نیگوئل، کالیفرنیا شده که در دومین شنبه ژوئیه انجام می‌شود و بسیاری از مردم روز خود را با انجام مونینگ به سمت قطارهای عبوری امترک سپری می‌کنند.[۲۰] برخی از مسافران آن روز سوار قطار می‌شوند تا شاهد این رویداد باشند. این کار، الهام بخش تعدادی «مونینگ‌های رو به قطار» در سراسر کشور شده‌است.[۲۱]
- نمونه‌ای از واکاپوهان را دان میهاکا رو به دایانا، شاهدخت ولز و چارلز سوم در طول یک سفر سلطنتی به نیوزیلند در سال ۱۹۸۳ انجام داد.[۲۲]
- در سال ۱۹۸۶، یک مرد مائوری برای نشان دادن اعتراض به معاهده وایتانگی در سال ۱۸۴۰، عمل مونینگ را رو به کاروان ملکه الیزابت و شاهزاده فیلیپ، دوک ادینبرو در شهر نیپیر نیوزلند انجام داد.
- در ۲۲ نوامبر ۱۹۸۷، یک هکر پخش یکی از برنامه‌های شبکهٔ تلویزیونی «دابلیو. تی.تی. دابلیو» شیکاگو (وابسته به پی‌بی‌اس) را با یک ویدیوی عجیب از خود که لباسی شبیه به شخصیت «ماکس هدروم» بر تن داشت، قطع کرد و باسن خود را در معرض نمایش قرار داد.[۲۳]
- پیاده‌گردان و کوهنوردان کوه واشینگتن در نیوهمپشایر، حین راهپیمایی و کوه‌پیمایی در آن، سنتی از برهنه کردن نشیمنگاه خود به سمتِ «راه‌آهن چرخ‌دنده‌ای کوه واشینگتن» پدید آورده‌اند.[۲۴]
- در ژوئن ۲۰۰۰، یک رویداد بزرگ مونینگ در خارج از کاخ باکینگهام در بریتانیا توسط جنبش ضد سلطنت (MAM) سازماندهی شد. حضور گسترده پلیس از بروز یک مونینگ در مقیاس بزرگ جلوگیری کرد، اما چند نفر توانستند این کار را انجام دهند. از این رویداد به عنوان «ماه در برابر سلطنت» یاد می‌شود.[۲۵]
- در ۹ ژانویه ۲۰۰۵، رندی ماس بازیکن تیم مینه‌سوتا وایکینگز پس از یک تاچ‌داون (ثمر رساندن گل)، تظاهر کرد که دارد شلوار خود را پایین می‌کشد و سپس به سمت طرفداران گرین بی پکرز دولا شد. لیگ ملی فوتبال او را به دلیل این عمل ۱۰٬۰۰۰ دلار جریمه کرد.[۲۶]
- در مراسم اهدای جوایز «تالار مشاهیر موسیقی بریتانیا» در سال ۲۰۰۵، آزی آزبورن پس از اجرای آهنگی، عمل مونینگ را به سمت جمعیت انجام داد.[۲۷]
- در اکتبر ۲۰۰۶، جویی بارتون، فوتبالیست لیگ برتر فوتبال انگلستان، به دلیل انجام مونینگ به سمت هواداران باشگاه فوتبال اورتون، ۲٬۰۰۰ پوند جریمه شد.[۲۸]
- در رویداد سه روزهٔ «جشنواره ماه کامل» پچ آدامز، که به‌منظور جمع‌آوری پول برای «مؤسسهٔ گزوندهایت!» و شهر اَلبوکِـرکی برپا شده بود، ۲۰۰٬۰۰۰ نفر هر کدام ۱۰۰ دلار پرداختند و به‌صورت گروهی مونینگ کردند تا کمکی به پروژه‌های محلی کرده باشند.[۲۹]
- در ۱۰ مه ۲۰۰۷، ایوت فیلدینگ حین بازی در قسمت آخر یک مجموعهٔ تلویزیونی واقع‌نما از پشت پنجره رستوران سوهو به سوی عکاسان مونینگ نمود.[۳۰][۳۱]

- در ۲۴ اکتبر ۲۰۱۱، یک معترض به نابرابری اقتصادی به‌نامِ «لیام وارینر» اهل سیدنی، در پیاده‌روی خیابانی که کاروان ملکه الیزابت دوم و شاهزاده فیلیپ، دوک ادینبرو در حال عبور از آن بود، در کنار کاروان دوید؛ در حالی که پرچم استرالیا در خط میانی باسن خود قرار داده بود و شورت ورزشی‌اش را کمی پائین کشیده بود. او کمی بعد توسط پلیس دستگیر شد.[۳۲]
- در ۱۳ مه ۲۰۱۷، در طول یک برنامه‌ای در مسابقه آواز یوروویژن ۲۰۱۷، مردی که در پرچم استرالیا پیچیده شده بود، روی صحنه رفت و به سوی تماشاگران مونینگ نمود. بعداً گزارش شد که این مرد روزنامه‌نگار و مسخره‌باز اوکراینی ویتالی سدیوک بوده است.[۳۳]